# Alpha-bungarotoxine

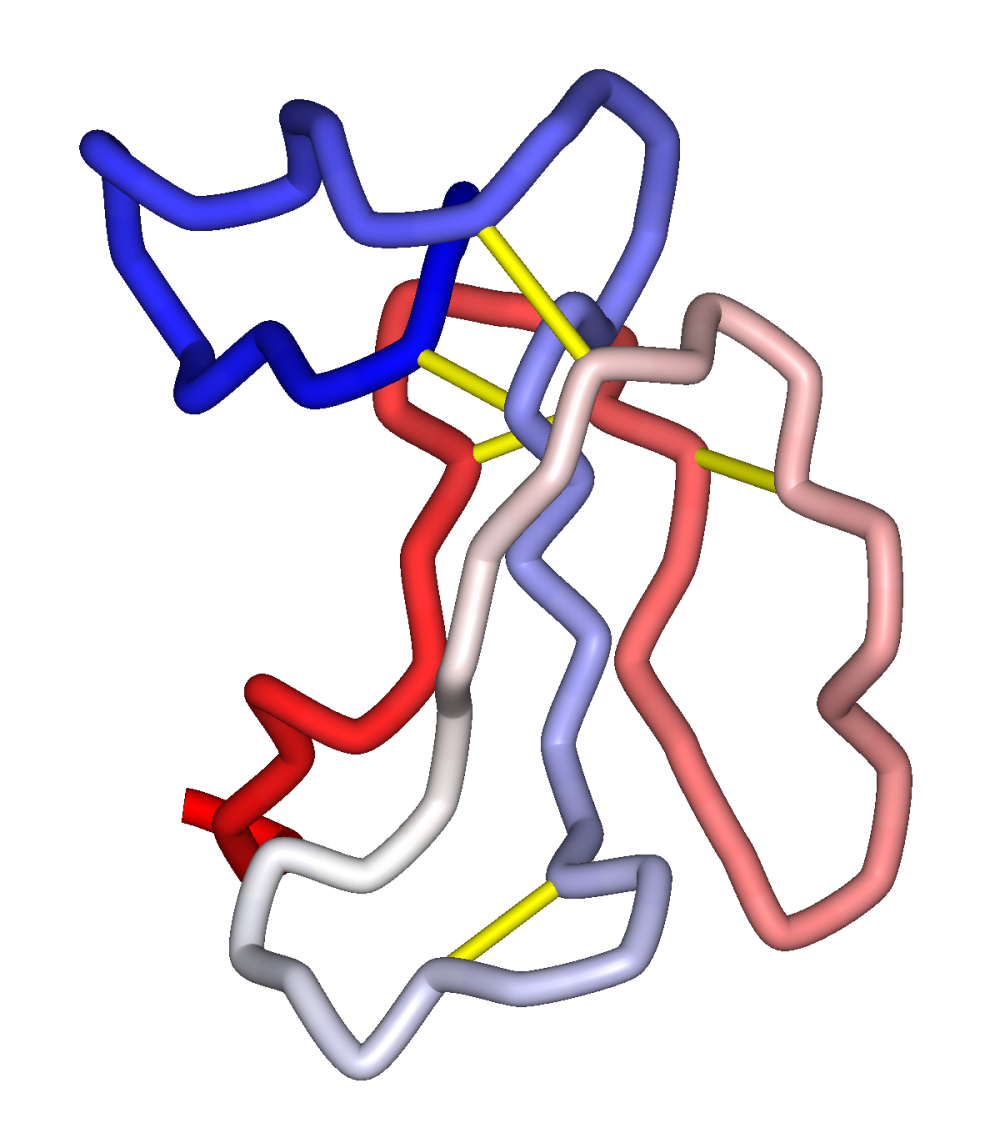
Représentation tridimensionnelle d’une molécule d’α-bungarotoxine. Les ponts disulfures sont représentés en jaune.

L’α-bungarotoxine (α-BTX) est l’une des bungarotoxines entrant dans la composition du venin des serpents du genre Bungarus.
Il s’agit d’une α-neurotoxine consistant en un polypeptide de soixante-quatorze acides aminés, antagoniste compétitif des récepteurs nicotiniques de l’acétylcholine de la plaque motrice. Il se fixe de manière irréversible sur le même site que l’acétylcholine et empêche ainsi l’action de cette dernière, ce qui induit une paralysie musculaire généralisée allant jusqu’à l’arrêt respiratoire mortel. L’α-BTX joue aussi un rôle d’antagoniste au niveau du récepteur nicotinique cérébral α7 ce qui permet de nombreuses applications de recherche en neurosciences.